# 강신구 (배우)
강신구(1969년 9월 6일 ~ )는 대한민국의 배우이다.

## 학력
- 서울예술대학 연극과

## 출연작

### 영화
- 《얼굴없는 보스》 (2019년) - 클럽 사장 4 역
- 《기억의 밤》 (2017년) - 진석 부 역
- 《꾼》 (2017년) - 지휘관 역
- 《리허설》 (1995년) - 단원 역

### 드라마
- 《형사록》 (2022년, 디즈니+) - 주 대표 역
- 《닥터 로이어》 (2022년, MBC) - 재판장 역
- 《청일전자 미쓰리》 (2019년, tvN)
- 《국민 여러분!》 (2019년, KBS2)
- 《해치》 (2019년, SBS) - 대사헌 역
- 《플레이어》 (2018년, OCN) - 박사장 역
- 《미스함무라비》 (2018년, JTBC) - 목사 역
- 《쇼트》 (2018년, OCN) - 김중배 역
- 《추리의 여왕》 (2017년, KBS2)
- 《빙구》 (2017년, MBC)
- 《굿 와이프》 (2016년, tvN)
- 《장영실》 (2016년, KBS1) - 정흠지 역
- 《마의》 (2012년, MBC)
- 《싸인》 (2011년, SBS)
- 《토지》 (1989년, KBS1)
- 《사랑과 야망》 (1987년, MBC)

## 수상
- 2019년 제55회 동아연극상 연기상
- 2003년 제1회 PAF예술상 연극연기상